# ヴィルヘルム4世 (ヘッセン＝カッセル方伯)
ヴィルヘルム4世（ドイツ語：Wilhelm IV., 1532年6月24日 - 1592年8月25日）は、初代ヘッセン＝カッセル方伯（在位：1567年 - 1592年）。賢伯（der Weise）といわれる。

## 生涯
ヴィルヘルム4世はヘッセン方伯フィリップ1世とクリスティーナ・フォン・ザクセンの長男としてカッセルで生まれた。父フィリップ1世が1567年に死去した後、父の領地は4子で分割され、ヴィルヘルムは首都カッセル周辺の地域を受け取り、ヘッセン＝カッセル方伯と称した。
ヴィルヘルムはルター派の宗教改革の保護に主導的な役割を果たし、プロテスタントのさまざまな宗派をカトリックに対抗するため団結させる努力をした。しかし、ヴィルヘルムはこの対立で武力を用いることには消極的であった。
ヴィルヘルムは統治者として力を発揮し、数多くの条例を発行し、専門官を任命し、特に伯領内の財政秩序を整えた。また、長子相続法を制定し、自らの領地の分割を防いだ。

## 天文学に対する貢献
ヴィルヘルムは芸術と科学を支援したことで最も有名である。若い頃より学者と密接な関係を築き、支配者としてこの関係を維持した。ヴィルヘルムの天文学への関心は、ペトルス・アピアヌスの『天文学書（Astronomicum Caesareum）』に触発されたともみられる。
ウィリアムは天文学研究の先駆者であり、おそらくその名声はこの研究分野での発見によるものである。ティコ・ブラーエの器具を同時代の器具よりも改良するための機械的な工夫のほとんどが、1584年ごろにカッセルにおいて採用された。しかし、太陽視差3分を採用した結果、得られた経度は6分大きくなった。

### ヘッセン星座表
天文観測の主な成果として、約1,000個の星からなる星座表であるヘッセン星座表が作成された。星の位置は16世紀に用いられた方法で決定され、金星によって基本的な星を太陽と結びつけ、その経度と緯度を求め、他の星は基本的な星から求めることができた。カッセルにおいては日没前の金星と太陽の赤経の差を見つけるために、ティコがほとんど信頼していなかった時計を使用した。ティコは太陽と金星が昼間に見えるときに、太陽と金星の間の角度距離を観察する方法を選んだ。
ヘッセン星座表は、アルベルト・クルツにより『Historia coelestis』（Augsburg、1666年）の中で発表された。その他の多くの観測はヴィレブロルト・スネルが編集した『Coeli et siderum in eo errantium observationes Hassiacae』（Leiden、1618年）において確認される。
R. Wolfはその著書『Astronomische Mittheilungen』, No. 45（Vierteljahrsschrift der naturforschenden Gesellschaft in Zurich, 1878年）において、カッセルにまだ保存されている原稿の概要を示した。ここでは、観察と整約で採用された方法に主に光を当てている。

## 子女
ヴィルヘルム4世はヴュルテンベルク公クリストフの娘ザビーネと結婚し、以下の子女が生まれた。
- アンナ・マリア（1567年1月27日 - 1626年11月21日） - 1589年6月8日にナッサウ＝ヴァイルブルク伯ルートヴィヒ2世と結婚
- ヘートヴィヒ（1569年6月30日 - 1644年7月7日） - 1597年9月11日にホルシュタイン＝ピンネベルク伯およびシャウエンブルク伯エルンストと結婚
- アグネス（1569年6月30日 - 1569年9月5日）
- ゾフィー（1571年6月10日） - 1616年1月18日）
- モーリッツ（1572年 - 1632年） - ヘッセン＝カッセル方伯
- ザビーネ（1573年5月12日 - 1573年11月29日）
- ジドーニエ（1574年6月29日 - 1575年4月4日）
- クリスティアン（1575年10月14日 - 1578年11月9日）
- エリーザベト（1577年5月11日 - 1578年11月25日）
- クリスティーネ（1578年10月19日 - 1658年8月19日） - 1598年5月14日にザクセン＝アイゼナハ公ヨハン・エルンストと結婚
- ユリアーネ（1581年2月9日） - 生まれた日に早世

また、ヴィルヘルム4世は以下を含む何人かの庶子をもうけている。
- フィリップ・フォン・コルンベルク（1553年 - 1616年） - 母はエリーザベト・ヴァレンシュタイン、コルンベルク男爵家の祖先。